# Kiar (Verwaltungsbezirk)
Kiar (persisch شهرستان کیار, DMG Šahrestān-e Kiyār) ist ein Schahrestan in der Provinz Tschahār Mahāl und Bachtiyāri im Iran. Die Hauptstadt ist Schalamzar.  Beim Zensus 2006 hatte das Schahrestan 51.322 Einwohner in 12.550 Familien. Es ist in zwei Bachsch eingeteilt: den zentralen Kreis und Naghan. Es gibt die drei Städte Schalamzar, Gahru und Naghan.